# Eremaeozetes undulatus
Eremaeozetes undulatus är en kvalsterart som beskrevs av Sandór Mahunka 1985. Eremaeozetes undulatus ingår i släktet Eremaeozetes och familjen Eremaeozetidae. Inga underarter finns listade i Catalogue of Life.